# Anthurium brachypodum
Anthurium brachypodum är en kallaväxtart som beskrevs av Luis Aloysius, Luigi Sodiro. Anthurium brachypodum ingår i släktet Anthurium och familjen kallaväxter. Inga underarter finns listade.